# Edward Rylski
Edward Rylski herbu Ostoja (ur. 1821 w Gorzkowie koło Bochni, zm. 11 stycznia 1895) – oficer austriacki, dowódca oddziału żandarmerii narodowej, dowódca w oddziale Marcina Borelowskiego, powstaniec styczniowy, organizator i dowódca oddziału w powstaniu styczniowym.
W ostatnią wyprawę wyruszył w styczniu 1864 r. i dowodził w powstańczych walkach samodzielnie do końca stycznia 1864 r.
Po powstaniu właściciel ziemski, działacz polityczny.
Zmarł w Aksmanicach w 1895 r.